# Dionisio Carreón
Gral. Dionisio Carreón fue un militar mexicano que participó en la Revolución mexicana. Nació en Coahuila. Perteneció a las fuerzas de Pablo González Garza y colaboró con las fuerzas de Álvaro Obregón para recuperar Puebla y la Ciudad de México, a principios de 1915. Murió en Morelos peleando contra el zapatismo.